# Cethosia biblis
Cethosia biblis is een vlinder uit de familie van de Nymphalidae. De wetenschappelijke naam van de soort is voor het eerst geldig gepubliceerd in 1770 door Dru Drury.

## Verspreiding en leefgebied
Deze giftige vlindersoort komt voor in India, Pakistan, China, Myanmar, Maleisië, Indonesië en de Filipijnen.

## Waardplanten
De waardplanten behoren tot het giftige plantengeslacht Passiflora. De rups heeft giftige stekels.